# Чужой 3
«Чужо́й 3» (англ. ALIEN³) — американский научно-фантастический фильм ужасов 1992 года режиссёра Дэвида Финчера по сценарию Дэвида Гайлера, Уолтера Хилла и Ларри Фергюсона, из рассказа Винсента Уорда. В главной роли Сигурни Уивер, повторившая свою роль Эллен Рипли. Это третий фильм во франшизе «Чужой».
Действие происходит сразу после событий фильма «Чужие», Рипли и организм чужого являются единственными выжившими колониального морского космического корабля «Сулако» после крушения спасательной капсулы на планете, в которой находится исправительная колония, населённая жестокими заключенными-мужчинами. Дополнительные роли сыграли Чарльз Дэнс, Брайан Гловер, Чарльз Даттон, Ральф Браун, Пол Макганн, Дэнни Уэбб, Лэнс Хенриксен, Холт Маккэлани, Пит Постлетуэйт и Даниэль Эдмонд. У фильма было проблемное производство, столкнувшись с многочисленными проблемами, включая съёмки без сценария и привязанность различных сценаристов и режиссёров. В конечном итоге был привлечён Финчер, в качестве своего режиссёрского дебюта после того, как предлагаемая версия с Уордом в качестве режиссёра была отменена во время предварительного производства.
Премьера состоялась 22 мая 1992 года. Несмотря на то, что фильм не окупился в Америке, он заработал более ста миллионов долларов за пределами Северной Америки. Фильм получил смешанные отзывы и считался уступающим предыдущим фильмам. С тех пор Финчер отрёкся от фильма, считая его неверным его первоначальному видению из-за вмешательства студии. Он был номинирован на премию «Оскар» за лучшие визуальные эффекты, семь премий «Сатурн» (лучший научно-фантастический фильм, лучшую женскую роль за Уивер, лучшую мужскую роль второго плана за Даттона, лучшую режиссуру для Финчера и лучший сценарий за сценарий для Гайлера, Хилла и Фергюсона), премию «Хьюго» за лучшую постановку и кинонаграду MTV Movie Award за лучшую экшн-сцену. Продолжение, «Чужой: Воскрешение», вышло в 1997 году. В 2003 году без участия Финчера была выпущена расширенная версия фильма, известная как Assembly Cut, которая получила более положительные отзывы.

## Сюжет
На борту корабля «Сулако» обнаруживается Лицехват, который при попытке взломать криокапсулу ранит себя, и его кровь из кислоты вызывает пожар. Капсулы с находящимися в гиперсне лейтенантом Эллен Рипли (Сигурни Уивер), Ребеккой Джорден, Дуэйном Хиксом и андроидом Бишопом (Лэнс Хенриксен) переносятся в спасательную шлюпку. При посадке медицинское сканирование капсул показывает, что у одного из спящих на лице сидит Лицехват. Отстыковавшись, шлюпка падает в океан на планете Фиорина-161 на которой находится ныне закрытая тюрьма строгого режима, где остались несколько бывших заключённых — опасные преступники мужского пола с добавочной у-хромосомой. Тюрьма является собственностью «Вэйланд-Ютани» — когда-то она была литейным заводом, который закрылся вместе с тюрьмой. Выживает только Рипли — Ребекка захлёбывается, Хикса протыкает опорная балка, а Бишоп, повреждённый в финале картины «Чужие», полностью выведен из строя. Когда шлюпку вытаскивают из воды, к тюремной собаке, которая стоит у её входа, приближается Лицехват. Тюремный врач Джонатан Клеменс (Чарльз Дэнс) выхаживает Рипли, а надзиратель тюрьмы Гарольд Эндрюс (Брайан Гловер) запрашивает у «Вэйланд-Ютани» эвакуацию лейтенанта. Присутствие Рипли на Фиорине довольно опасно — здесь отбывают срок отморозки, имеющие синдром Джекобс. Осмотрев шлюпку, Рипли замечает следы кислотной крови Чужих и просит сделать вскрытие тела Ребекки, результаты которого не выявляют никаких патологий. Несмотря на подозрения Клементса, Рипли ничего не рассказывает о том, с чем столкнулась в прошлом.
Тела Ребекки и Хикса кремируют в плавильном цеху. Во время похорон тюремная собака, гуляющая где-то в дальних помещениях, бьётся в судорогах и из неё вылупляется Чужой. Вскоре работающий в вентиляционной шахте заключённый Мёрфи случайно обнаруживает там странное отверстие, заглядывает туда и, получив плевок кислотой от прячущегося там Чужого, теряет равновесие, после чего поток воздуха засасывает его прямо в лопасти работающего вентилятора. Между тем следы кислотной крови Чужого не дают Рипли покоя. Найдя на свалке выброшенные останки Бишопа, она подключает его к чёрному ящику спасательной шлюпки. Рипли узнаёт, что на борту шлюпки и «Сулако» был Чужой. Когда она спрашивает Бишопа, знает ли об этом «Вэйланд-Ютани», тот отвечает, что они всегда знали об этом — все данные с «Сулако» переправлялись туда. Троих заключённых отправляют в шахту, где на них вновь нападает Чужой. В живых остаётся только чудаковатый заключённый Голик (Пол Макганн), который от увиденного окончательно теряет рассудок, из-за чего все считают, что именно он убил двух других заключённых. Рипли слышит, как Голик рассказывает про Чужого, и решает поговорить с Эндрюсом о монстре, но тот ей не верит и приказывает посадить её на карантин в лазарет. Рипли узнаёт, что в тюрьме нет совершенно никакого оружия. В лазарете она становится невольным свидетелем того, как Клеменса убивает Чужой, который затем приближается к Рипли, но, по неизвестной причине, не причиняет ей никакого вреда и скрывается в вентиляции. Рипли бежит в столовую, где Эндрюс делает отчёт по предшествующим событиям, и пытается сообщить о Чужом, но внезапно из вентиляции на потолке выскакивает Чужой и утаскивает Эндрюса.
Ошеломлённые заключённые потрясены: они никогда не видели ничего подобного, однако, после некоторых колебаний и разногласий, решают организоваться и заманить монстра в бункер для хранения ядерных отходов. Они разливают горючую смесь по коридорам тюрьмы, чтобы поджечь её, вытравить Чужого из вентиляции и загнать его в бункер. Затея не имеет успеха, так как Чужой, убив одного заключённого, сам невольно устраивает пожар, из-за чего гибнут несколько других. В какой-то момент Рипли начинает мучить недомогание, кроме того, она понимает, что Чужой неспроста не тронул её в момент их встречи. Она возвращается к шлюпке, проводит сканирование своего организма и понимает, что внутри неё развивается эмбрион Чужих. Тогда Рипли просит религиозного заключённого Диллона (Чарльз Даттон) убить её, но тот отказывается. Он требует, чтобы сначала Рипли помогла убить Чужого, а потом он займётся ею. Выясняется, что представители «Вэйланд-Ютани» уже на подлёте и скоро приземлятся. Рипли догадывается, что компания знает о том, что она носит эмбрион, и что за ней придут только для того, чтобы завладеть Чужим. Рипли решает избавиться от монстра до их прилёта. Принимается решение попытаться загнать Чужого в форму для отливки в плавильном цехе, после чего пустить в неё расплавленный свинец. Чтобы получить поддержку со стороны выживших заключённых, Рипли говорит, что компания не пощадит никого, чтобы завладеть Чужим, рассказывая про экипаж «Ностромо» и отряд морпехов вместе с колонистами «Надежды Хадли».
После того, как Чужой появляется, заключённые пытаются заманить его в форму. Им удаётся, однако в живых остаются всего четверо: заключённый Морс (Дэнни Уэбб), заместитель начальника Эрон (Ральф Браун), Диллон и Рипли. Морс пробирается к панели управления, а Рипли с Диллоном остаются в форме один на один с Чужим. Диллон понимает, что кто-то из них должен остаться внутри, чтобы отвлечь монстра, и принимает решение пожертвовать собой. Рипли вылезает наверх, а Чужой набрасывается на Диллона. В этот момент Морс нажимает на спуск, и несколько тонн расплавленного свинца выливаются на Чужого, но монстру удаётся вырваться из расплава. Морс кричит Рипли, чтобы она включила охлаждающую водяную форсунку. Форсунка разбрызгивает воду на Чужого, после чего тот взрывается от резкого перепада температур. В этот момент Эрон приводит в цех представителей компании. Их лидер выглядит, как точная копия андроида Бишопа, но утверждает, что он всего лишь создатель этого робота. Он обещает Рипли, что они извлекут эмбрион Чужого из её тела и уничтожат, а её саму спасут. Рипли не верит, и они вместе с Морсом отступают к краю формы. В этот момент один из прибывших солдат стреляет в Морса, ранив его в ногу. Эрон наносит псевдо-Бишопу удар по голове, за что его расстреливают. Рипли отходит к краю платформы и сознательно падает в расплавленный металл. Во время падения из её груди вылупляется эмбрион, которого умирающая Рипли прижимает к себе. Представители компании покидают опустевшую тюрьму, забирая с собой Морса. После их отлёта в спасательной шлюпке с «Сулако» проигрывается сообщение Рипли, которое она записала в финале картины «Чужой». Фильм завершается рапортом о том, что тюрьма на Фиорине закрыта, а всё оборудование будет продано на металлолом.

## В ролях
- Сигурни Уивер — Эллен Рипли, повторяя её роль из двух предыдущих фильмов «Чужой». Рипли приземляется на Фиорине-161 и снова обременена задачей уничтожить ещё одного чужого. Уивер одобрила сценарий Дэвида Туи и подписала его, но потребовала большую зарплату в размере 4–5 миллионов долларов, плюс упоминание в титрах, как со-сценаристки. Она также попросила, чтобы акция не полагалась на оружие[4].
- Чарльз Даттон — Леонард Диллон, один из заключенных Фиорины, который выступает в качестве духовного и де-факто лидера среди заключённых и пытается сохранить мир в учреждении[4].
- Чарльз Дэнс — Джонатан Клеменс, бывший заключённый, который в настоящее время работает врачом учреждения[4]. Он лечит Рипли после того, как её капсула разбивается в начале фильма, и формирует с ней особую связь. Прежде чем его убивает чужой, Клеменс сетует на Рипли, почему его изначально отправили в Фиорину, описывая это как «больше, чем немного мелодраматическое». Финчер изначально предложил роль Ричарду Э. Грант, надеясь воссоединить его с актёрами «Уитнэйл и я» Ральфом Брауном и Полом Макганном[7].
- Брайан Гловер (англ. Brian Glover) — Гарольд Эндрюс, тюремный надзиратель. Он считает, что присутствие Рипли вызовет потрясения среди заключённых и пытается контролировать слухи, окружающие её и чужогр. Он отвергает её заявления о существовании такого существа, но оно убивает его[4].
- Ральф Браун — Френсис Эрон, помощник Эндрюса. Заключённые называют его прозвищем «85», из-за его IQ, что его раздражает. Он выступает против настаивания Рипли на том, что заключенные должны попытаться бороться с чужого, и отвергает её утверждение о том, что Weyland-Yutani заберёт чужого вместо них[4].
- Пол Макганн — Уолтер Голик. Как массовый убийца и изгой среди населения тюрьмы, Голик становится очень обеспокоенным после нападения чужого в подземной сети туннелей тюрьмы, постепенно становясь всё более и более одержимым чужим. В «Assembly Cut» фильма его одержимость и защита чужого приводят к убийству чужого и его собственной гибели, а его действия ставят под угрозу весь план[4].
- Дэнни Уэбб (англ. Danny Webb (actor)) — Роберт Морc, язвительный, эгоцентричный и циничный заключённый. Хотя Морс ранен командой Weyland-Yutani, он является единственным выжившим из всего населения Фиорины-161 (включая Рипли)[4].
- Лэнс Хенриксен озвучивает повреждённого андроида Бишопа, а также сыграл персонажа, указанного в роли епископа II, который появляется в заключительных сценах фильма, утверждая, что он человек-дизайнер андроида, который хочет, чтобы Королева Чудих, которая росла внутри Рипли, использовалась в подразделении биоружия Weyland-Yutani[4]. В некоторых материалах персонаж идентифицируется как «Майкл Бишоп Вейланд»[8][9].
- Том Вудрафф-младший — чужой, известный как «Дракон»[10]. Этот чужой отличается от тех, что были в предыдущих фильмах, тем, что его сыграл четвероногий (собака в театральной версии, бык в «assembly cut»). Первоначально будучи супервайзером по визуальным эффектам, Вудрафф решил взять на себя роль чужого после того, как его компания Amalgamated Dynamics была нанята Fox[11]. Вудрафф сказал, что, следуя совету Сигурни Уивер, он подходит к роли актёра, а не каскадёра, пытаясь сделать свою игру больше, чем просто «парня в костюме». Он считал актёрский процесс «так же физическим, как и психическим»[12].
- Пит Постлетуэйт — Дэвид Постлетуэйт, заключённый более умный, чем большинство других, которого убивает чужой в сцене приманки и погони.[4].
- Холт МакКэллэни — Джуниор, лидер группы заключённых, которые пытаются изнасиловать Рипли. У него есть татуировка слезы под правым глазом. В «Assembly Cut» он жертвует собой, чтобы поймать чужого в ловушку в качестве искупления[4].
- Питер Гиннесс (англ. Peter Guinness (actor)) — Питер Грегор, один из заключённых, который пытается изнасиловать Рипли; во время сцены приманки и погони чужой укусил его в шею и убил[4].
- Даниэль Эдмонд — Ребекка «Ньют» Джордан[13], девочка, с которой Рипли формирует материнскую связь в предыдущем фильме, которая ненадолго возвращается в виде трупа. Кэрри Хенн не смогла повторить роль Ньют, так как она была слишком большая для этой роли, поэтому Даниэль Эдмонд взяла на себя роль в этой части для короткой сцены вскрытия трупа Ньют[14].
- Кристофер Фэйрбэнк (англ. Christopher Fairbank) — Томас Мёрфи[15]
- Фил Дэвис — Кевин Додд[15]
- Винченцо Николи — Алан Джуд[15]
- Леон Херберт (англ. Leon Herbert) — Эдвард Боггс[15]
- Ниал Багги (англ. Niall Buggy) — Эрик Багги[15]
- Хи Чинг — представитель компании[15]
- Карл Чейз — Фрэнк Эллис[15]
- Клив Мантл (англ. Clive Mantle) — Клив Уилльям[15]
- ДеОбия Опарей — Артур Волкингстик[15]
- Пол Бреннен — Йоши Трой[15]

An archive picture of Michael Biehn as Corporal Dwayne Hicks appears.

## Производство

### Разработка
С успехом «Чужих», 20th Century Fox обратилась к Brandywine Productions за дальнейшими продолжениями. Но Brandywine была менее увлечена проектом «Чужой 3», а продюсер Дэвид Гайлер позже объяснил, что он и его партнёры Уолтер Хилл и Гордон Кэрролл хотели принять новые направления, так как «мы не стали бы повторить один и два». Трио решило изучить двуличность корпорации Weyland-Yutani и почему они так намерены использовать Чужих в качестве биологического оружия. Обсуждались различные концепции, в конечном итоге остановившись на двухсерийной истории, с тритментом для третьего фильма с участием «подлой корпорации Weyland-Yutani, сталкивающейся с военной агрессивной культурой людей, чья жесткая социалистическая идеология заставила их отделиться от общества Земли». Капрал Хикс будет повышен до главного героя в третьем фильме, а персонаж Сигурни Уивер Эллен Рипли была сведена к эпизодической роли, прежде чем вернуться в четвёртой части, «эпической битве с воинами-чужими, массово снятой эмигрированными Землянами». Уивер понравилась метафора Холодной войны, и она согласилась на меньшую роль, особенно из-за недовольства Fox, которая удалила сцены из «Чужих», имеющие решающее значение для предыстории Рипли:2.
«Я чувствовала, что Рипли станет обузой для сюжета… Есть только так много аспектов этого персонажа, которые вы можете сделать».
Хотя Fox скептически относилась к этой идее, они согласились финансировать развитие сюжета, но попросили Хилла и Гайлера попытаться заставить Ридли Скотта, режиссёра «Чужого», снять «Чужой 3». Они также попросили, чтобы оба фильма были сняты параллельно, чтобы снизить производственные затраты. Хотя Скотт был заинтересован в возвращении во франшизу, это не сработало из-за плотного графика режиссёра.

### Сценарий Уильяма Гибсона
В сентябре 1987 года Гайлер и Хилл обратились к автору киберпанка Уильяму Гибсону, чтобы он написал сценарий для третьего фильма. Гибсон, который сказал продюсерам, что на его творчество повлиял «Чужой», согласился. Опасаясь надвигающейся забастовки Гильдии сценаристов США, Brandywine попросила Гибсона предоставить сценарий к декабрю. Гибсон в значительной степени опирался на отношение Гайлера и Хилла, проявляя большой интерес к элементу «марксистской космической империи». В следующем году Fox обратилась к финскому режиссёру Ренни Харлину, основываясь на его работе над фильмом «Кошмар на улице Вязов 4: Повелитель сна». Харлин хотел пойти в других направлениях, чем в первых двух фильмах, был заинтересован как в посещении родного мира чужих, так и в том, чтобы чужик вторглись на Землю.
Гибсон насмешливо подытожил свой сценарий так: «Космические коммуники угоняют яйца чужих — большая проблема в Торговом мире». Действие происходит после «Чужих», когда «Сулако» дрейфует в область пространства, на которую претендует «Союз прогрессивных народов» (U.P.P.). На корабль садятся люди из Союза, на которых нападает лицо, прячущеся в недрах изуродованного тела Бишопа. Солдаты взрывают Face Hugger в космос и берут с собой Бишопа для дальнейшего изучения. Затем «Сулако» прибывает на гибрид космической станции и торгового центра под названием Anchorpoint. Когда Рипли впала в кому, Хикс исследует станцию и обнаруживает, что Weyland-Yutani развивает армию чужих. Тем временем U.P.P. проводит свои исследования, которые привели их к ремонту Бишопа. В конце концов, станции Anchorpoint и U.P.P. перехвачены чужими, и Хикс должен объединиться с выжившими, чтобы уничтожить паразитов. Фильм заканчивается тизером четвёртого фильма, где Бишоп предлагает Хиксу, чтобы люди объединились против общего врага, и они должны выследить чужих до их источника и уничтожить их.
Сценарий был очень ориентирован на экшен, с расширенным актёрским составом, и в некоторых кругах считается превосходящим окончательный фильм и имеет значительное количество последователей в Интернете. Продюсеры были в целом недовольны сценарием, который Гайлер описал как «идеально выполненный сценарий, который был не так уж и интересен», особенно за то, что не берут новые направления с первоначальной подачей. Им всё ещё нравились некоторые части, такие как подтекст, который делает «Чужого» метафорой вируса иммунодефицита человека, но они чувствовали, что ему не хватает человеческого элемента, присутствующего в «Чужих» и фирменной киберпанк-эстетике Гибсона. После окончания забастовки Гибсона попросили переписать сценарий с Харлином, но он отказался, сославшись на различные другие обязательства и «затягивание со стороны продюсеров». 12 июля 2018 года было объявлено, что сценарий Уильяма Гибсона «Чужой 3» будет адаптирован в серию комиксов. В рамках 40-летия «Чужого», 30 мая 2019 года, на Audible вышла полноактёрная аудиодрама сценария Уильяма Гибсона «Чужой 3», при этом как Майкл Бин, так и Лэнс Хенриксен повторили свои роли. Оба основаны на втором черновике. В 2021 году была ещё одна адаптация сценария, на этот раз в виде романа, написанного Пэт Кэдиган из Titan Books на основе первого черновика.

### Сценарий Эрика Реда
После ухода Гибсона Харлин предложил сценариста Эрика Реда, сценариста культовых фильмов ужасов «Попутчик» и «Почти стемнело». Ред работал менее двух месяцев, чтобы доставить свой проект в феврале 1989 года, что привело его к тому, что позже он описал свою работу «Чужой 3» как «единый сценарий, от которого я полностью отрекаюсь, потому что он не был „мой сценарий“. Это был поспешный продукт слишком большого количества конференций по сюжету и вмешательства из-за того, что не было времени писать, и оказалось полный ерундой». Его подход имел совершенно новый набор персонажей и подсюжетов, а также представил новые породы чужих. Сюжет начался с того, что команда морских пехотинцев спецназа садилась в «Сулако» и обнаружила, что все выжившие стали жертвами чужих. После этого он переехал в маленький городок США в типе биокупола в космосе, кульминацией которого стала тотальная битва с горожанами, сталкивающимися с ордами воинов-чужих. Brandywine отвергла сценарий Реда за то, что он слишком сильно отклонился от их сюжета, и в конечном итоге отказалась от разработки двух продолжений одновременно.

### Сценарий Дэвида Туи
Сценарист Дэвид Туи был следующим, кто работал над проектом, ему было поручено начать со сценария Гибсона. Как только падение коммунизма состарило аналогии Холодной войны, Туи изменил обстановку на тюремную планету, которая использовалась для незаконных экспериментов над чужими для подразделения биологической войны. Харлин чувствовал, что этот подход слишком похож на предыдущие фильмы, и, устав от производственного ада, покинул проект, который заставил Fox предложить Харлину фильм «Приключения Форда Фэрлейна».
Сценарий Туи был доставлен президенту Fox Джо Роту, которому не понравилась идея удаления Рипли, заявив, что «Сигурни Уивер является центральным элементом серии», а Рипли была «действительно единственной женщиной-воиной в нашей киномифологии». Затем позвонил Уивер с зарплатой в 4 миллиона долларов плюс доля кассовых квитанций.:1. Она также попросила, чтобы сюжет был достаточно впечатляющим, оригинальным и не зависящим от оружия. Туи должным образом настроил написание Рипли в свой сценарий.

### Стартап с Винсентом Уордом
Однажды Хилл посетил показ фильма «Навигатор», он решил пригласить его режиссёра, Винсента Уорда. Уорд, который был в Лондоне, работал над фильмом «Карта человеческого сердца», принял проект только при третьем звонке, так как сначала он не был заинтересован в продолжении. Уорд мало думал о сценарии Туи и вместо этого разработал другую идею, связанную с аварийной посадкой Рипли на спутнике, похожем на монастырь. Разработав эту подачу во время своего перелёта в Лос-Анджелес, как только Уорд собрался с руководителями студии, он увидел, что его идея была одобрена студией. Уорд был нанят для режиссуры «Чужого 3», а сценарист Джон Фазано был нанят, чтобы расширить его сюжет в сценарий. Как только Туи узнал от друга-журналиста, что другой сценарий пишется одновременно с его сценарием, он пошел к Fox и в конце концов покинул проект..
Уорд представлял себе планету, интерьер которой был одновременно деревянным и архаичным по дизайну, где укрывались луддитские монахи. Сюжет начинается с монаха, который видит «звезду на Востоке» (побег Рипли) и сначала считает, что это хорошее предзнаменование. По прибытии Рипли и с растущими намёками о присутствии чужих, жители считают, что это своего рода религиозный суд за их мелкие правонарушения, наказуемый существом, которое преследует их. Принимая женщину в своём монастыре, они задаются вопросом, вызвано ли их испытание частично сексуальным искушением, так как Рипли — единственная женщина, которая была среди полностью мужского сообщества за десять лет. Чтобы избежать этой веры и (в надежде) гораздо более мрачной реальности того, что она принесла с собой, монахи «деревянного спутника» запирают Рипли в канализацию, похожую на подземелье, и игнорируют её советы об истинной натуре зверя. Монахи верят, что чужой на самом деле дьявол. В первую очередь, однако, этот сюжет был о собственном самоанализе Рипли, осложняемом посевом чужого внутри неё и ещё больше затрудняя её в основном одиночными попытками победить его. В конце концов Рипли решает пожертвовать собой, чтобы убить чужого. Fox попросила альтернативную концовку, в которой Рипли выжила, но Уивер согласилась бы на фильм только в том случае, если бы Рипли умерла.
Журнал Empire описал концепцию Уорда «Деревянной планеты» как «неоспоримо привлекательную — она была бы визуально захватывающей и, по крайней мере, могла бы сделать некоторые удивительные экшен-сцены». В той же статье Норман Рейнольдс — художник-постановщик, первоначально нанятый Уордом — вспоминает раннюю идею дизайна «деревянного библиотечного вала». Вы смотрели на книги на этой деревянной платформе, которая поднималась и спускалась. «Представьте себе вертикальную сцену опасности, которая могла бы быть поставлена здесь — чужой, загибающийся на эти невероятно высокие книжные полки, когда отчаянные монахи работают на платформе»:156. Сигурни Уивер описала общую концепцию Уорда как «очень оригинальную и захватывающую»:153. Бывший журналист Times Дэвид Хьюз включил версию Уорда «Чужой 3» в список «Величайших научно-фантастических фильмов, которые никогда не были сняты» в своей одноимённой книге.
Тем не менее, эта концепция была разногласной среди производственной команды. Продюсеры Brandywine обсудили логические проблемы создания и поддержания деревянной планеты в космосе, в то время как исполнительный директор Fox Джон Ландау считал видение Уорда «больше на художественной стороне, чем на большой коммерческой стороне», которую использовали Ридли Скотт и Джеймс Кэмерон. Уорду удалось отговорить продюсеров от их идеи превратить планету в нефтеперерабатывающий завод, а монахов в заключённых, но в конце концов Fox попросила о встрече с режиссёром, вводя список изменений, которые нужно внести. Отказав это сделать, Уорд был уволен. Основной сюжет готового фильма всё ещё следует основной структуре Уорда.

### Сценарий Уолтера Хилла и Дэвида Гайлера
Хилл и Гайлер сделали первый черновик, пытаясь улучшить сюжетную структуру сценария Фазано, и чувствуя себя творчески истощённым, наняли Ларри Фергюсона в качестве скрипт-доктора. Работа Фергюсона не была хорошо принята, особенно Сигурни Уивер, которая чувствовала, что Фергюсон заставил Рипли звучать как «разозлённый учитель физкультуры». Вскоре до начала съёмок Хилл и Гайлер сами взяли под контроль сценарий, соединив аспекты сценария Уорда/Фазано с более ранним сценарием Тюремной планеты Туи, чтобы создать основу для окончательной версии фильма. У Сигурни Уивер также был пункт, написанный в её контракте, в котором говорилось, что окончательный проект должен быть написан Хиллом и Гайлером, полагая, что они были единственными сценаристами (кроме Джеймса Кэмерона), которые эффективно написали персонажа Рипли. Fox обратился к режиссёру музыкальных видео Дэвиду Финчеру, чтобы заменить Уорда. Финчер продолжил работу над сценарием с автором Рексом Пикеттом, и, несмотря на то, что Пикетт был уволен, а Хилл и Гайлер написали окончательный проект сценария, он пересмотрел большую часть работы, проделанной предыдущими авторами. Финчер хотел, чтобы Гэри Олдмен снялся в фильме, но пара «не могла это сделать».

### Съёмки
Съемки начались 14 января 1991 года в Pinewood Studios без готового сценария и с уже потраченными 7 миллионами долларов:3. В то время как большая часть фильма была снята в Пайнвуде, некоторые сцены были сняты на Blyth Power Station и на пляже недалеко от Dawdon (известном в местном масштабе как «The Blast» или «Blast Beach») в Великобритании. Целью этих кадров было показать внешний вид планеты. оператор Джордан Кроненвет, в ухудшении здоровья после диагноза болезни Паркинсона десять лет назад работал всего две недели, но заболел. Его заменил Алекс Томсон. Актёр Чарльз Дэнс сказал, что альтернативная концовка была снята из-за опасений, что оригинальная концовка была слишком похожа на концовку фильма «Терминатор 2: Судный день», вышедшем в предыдущем году, но не была использована.

### Визуальные эффекты
Рассматривался Стэн Уинстон, создавший за эффекты существ в «Чужих», но не был нанят. Вместо этого Уинстон порекомендовал Тома Вудраффа-младшего и Алека Гиллиса, двух бывших работников его студии, которые только что основали свою компанию Amalgamated Dynamics. Ещё до начала съёмок команда практических эффектов разрабатывала модели сужого и трупы жертв «Сулако». Была нанята компания Boss Film Studios для комбинированной съёмки и других пост-эффектов. Небольшое количество сыен содержит CGI, в первую очередь трескающуюся голову чужого, когда спринклеры вызывают тепловой удар. Другими элементами CGI являются тени, отбрасываемые кукольным чужим, и обломки в воздухе в сценах на открытом воздухе.
Дэвид Финчер хотел, чтобы чужой был «больше пумой или зверем», в отличие от вертикальной, гуманоидной позы предыдущих фильмов, поэтому для создания новых эскизных идей связались дизайнером оригинального чужого, Х. Р. Гигером. Его изменениями были более длинные, более тонкие ноги, удаление «труб» вокруг позвоночника и идея острого «языка» чужого вместо вторичных челюстей. Работая в своей студии в Цюрихе, Гигер создал эти новые эскизы, которые он отправил по факсу Корнелиусу де Фрису, который затем создал их модели из пластилина. Единственным из проектов Гигера, который оказался в финальном проекте, был чужой «Bambi Burster», который имел длинные ноги и ходил на четвереньках. ADI также построила полномасштабную куклу в стиле Бунраку этой конструкции, которая был оперирована на сборной плиске в качестве эффекта в камере. Сцены, использующие этот подход, были вырезаны из окончательной версии из-за ограничений методов химического композитинга, что чрезвычайно затрудняет удаление кукловодов с фоновой пластины, но их можно увидеть в «Assembly Cut» фильма.
Чужой изображён сыгран как Вудраффом-младшим в костюме, так и бибабо, снятой на фоне синего экрана и оптически композитной в живых кадрах, бибабо удалены с помощью ротоскопирования. Механическая голова чужого также использовалась крупным планом. Костюм адаптировал дизайн, используемый в «Чужих», чтобы Вудрафф мог ходить на четвереньках. Голова Вудраффа содержалась в шее костюма, потому что голова была заполнена аниматроникой, чтобы двигать ртом чужого. Финчер предложил одеть в костюм уиппета для покрытия четвероногого чужого в кадре, но команда визуальных эффектов была недовольна таким результатом, и идея была отброшена в пользу куклы.
Для производства был выбран подход бибабо, а не покадровой анимации, которая не обеспечивал требуемой гладкости, чтобы казаться реалистичной. В результате бибабо позволила быть быстрому чужому, который мог перемещаться по поверхностям любой ориентации и стрелять под любым углом. Это было особенно эффективно, так как было способно выполнять движения, невозможные актёром в костюме. 1⁄3-весовая кукла была длиной 40 дюймов и отлита в поролоновую каучугу поверх арматуры велосипедной цепи для гибкости Для съёмок с движущейся камерой на съемочной панели были оснащены цифровыми рекордерами для отслеживания, панорамирования, наклона и значений доли. Затем вывод данных был возвращён в студию и подан в камеры управления движением с линейными размерами, уменьшенными в соответствии с куклой.
Чтобы облегчить синхронизацию действий куклы с живыми кадрами, команда эффектов разработала систему мгновенного композитинга с использованием LaserDisc. Это позволило быстро наложить на фоновую пластину, чтобы съёмочная группа могла наблюдать, нужны ли какие-либо пространственные корректировки.
Была нанята Лейн Лиска, чтобы возглавить команду кукловодов в новом процессе, который назывался «Mo-Motion», где марионеткой одновременно манипулировали и снимали с помощью движущейся камеры. В зависимости от сложности съёмок куклой управляли 4-6 человек. Разреженные декорации были созданы для обеспечения свободы движения кукловодов, а также больших, твёрдых поверхностей для действия куклы в трёхмерном пространстве.
Съёмочную группу подталкивали к тому, чтобы сделать движения чужого как можно быстрее до такой степени, что они едва контролировали ситуацию, и это привело, по словам Эдлунда, к «случайным случайным действиям, которые заставили чужого иметь характер». Простота этой настройки позволила съёмочной группе снимать 60-70 дублей одной сцены.
Надеясь придать уничтоженному Бишопу более сложный вид, который не мог быть достигнут простым гримом, конечный продукт был полностью сделан с помощью аниматроники, а воспроизведение голоса Лэнса Хенриксена было для руководства Сигурни Уивер.
Сцены экстренного спасательного транспортного средства были сняты с помощью 3,5-футовой миниатюры на синем экране и составлены на крупномасштабные традиционные дорисовки поверхности планеты. Чтобы облака светились изнутри, когда EEV вошёл в атмосферу, значения картины были изменены в цифровом виде и анимированы кадр за кадром. Сцена, в которой EEV перемещается краном (также миниатюрным), была создана путём проецирования видео актёров на куски картона, а затем компоновки их в сцену в виде силуэтов на матовом фоне.

## Музыка
Композитор фильма, Эллиот Голденталь, провёл год, сочиняя музыку, тесно сотрудничая с Финчером для создания музыки, основанной в первую очередь на окружении и атмосфере самого фильма. Музыка был записана во время Лос-анджелесского бунта, который, как позже утверждал Голденталь, способствовал тревожному характеру музыку.

## Выход

### Выход на видео
Фильм выходил в различных форматах и изданиях домашнего видео на протяжении многих лет. Первое из них было на VHS и LaserDisc, и несколько последующих VHS-релизов продавались как по отдельности, так и в виде бокс-сетов на протяжении 1990-х годов. VHS-издание под названием The Alien Trilogy, состоящее из первых трёх фильмов, было выпущено в футлярах для переноски в виде чужого и включало в себя некоторые удалённые сцены из изданий LaserDisc. В 1997 году состоялась выход фильма на широкоэкранном VHS-релизе, сертифицированном THX, вместе с предшественниками. Когда в том году в кинотеатрах состоялась премьера фильма «Чужой: Воскрешение», был выпущен ещё один бокс-сет из первых трёх фильмов под названием The Alien Saga, в которое была включена кассета Making of Alien Resurrection. Несколько месяцев спустя это издание был переиздано с фильмом «Чужой: Воскрешение». В 1999 году «Чужой 3» был выпущен на DVD, как по отдельности, так и в комплекте с тремя другими фильмами в издании The Alien Legacy. Это издание также было выпущено на VHS и стало последним VHS-релизом фильма. В 2003 году «Чужой 3» был выпущен в 9-дисковом издании Alien Quadrilogy, которое содержал две версии фильма (см. ниже). Первые три фильма позже также были выпущены в издании Alien Triple Pack (этот релиз был идентичен изданию Alien Legacy, но в нём не было четвёртого фильма). «Чужой 3» был впервые выпущен на Blu-ray в 2010 году, как часть 6-дискового издания Alien Anthology, которое включал все доролнительные материалы из Alien Quadrilogy и ещё новые. В 2011 году фильм также был выпущен в однодисковом Blu-ray-издании. Финчер был единственным режиссёром франшизы, который отказался участвовать в создании изданий.
Бонусный диск для фильма в издании 2003 года включает в себя документальный фильм о производстве фильма, в котором отсутствует участие Финчера, так как были вырезаны клипы, в которых режиссёр открыто выражает гнев и разочарование в студии. Документальный фильм изначально назывался Wreckage and Rape в честь одной из композиций саундтрека Голденталя, но Fox переименовала его The Making of Alien 3. Эти клипы были отреставрированы для Anthology, с документальным фильмом, имеющим слегка изменённую версию предполагаемого названия Wreckage and Rage.

### Assembly Cut
Когда Fox хотела сделать режиссёрскую версию фильм, Финчер отказался участвовать. Режиссёрская версия была названа «Assembly Cut», создана на основе его заметок в монтажной комнате и выпущена в издании Alien Quadrilogy, под наблюдением продюсера Чарльза де Лаузирики. Эта версия фильма длится 144 минуты и включает в себя более 30 минут расширенных, альтернативных и ранее удалённых сцен, а также альтернативные ключевые сюжетные элементы. Одним из примеров различий в сюжете является то, что в театральной версии чужой вырывается из собаки, в а в Assembly Cut — из мёртвого быка. Другой пример заключается в том, что в театральной версии Рипли и заключённые не могут заманить чужого в комнату токсичных отходов, а в Assembly Cut им это удаётся. Голик, сумасшедший заключённый, который увлекается чужим, затем сбегает из лазарета, убивает заключённого, стоящего на страже, и отпускает чужого на свободу ценой своей жизни. Это заполняет сюжетную дыру, которая была судьбой Голика, так как в театральной версии он просто исчезает из фильма после смерти Клеменса в лазарете. В дополнение к Голику, раскрывается больше судеб второстепенных персонажей, заполняя больше сюжетных дыр.
В отличие от DVD-издания 2003 года, в Blu-ray-версии дополнительные сцены прошли постпроизводство, получив коррекцию цвета и микширование звука в соответствии с остальной частью фильма, что включало в себя возвращение некоторых актёров для перезаписи диалогов.

## Реакция

### Кассовые сборы
Премьера фильма в США состоялась 22 мая 1992 года. Фильм дебютировал на втором месте в прокате, за после фильма «Смертельное оружие 3», с День поминовения, заработав 23,1 миллиона долларов. Он был показан в 2227 кинотеатрах со средней валовой стоимостью 8733 долларов за кинотеатр. Фильм считался провалом в США и Канаде с общими сборами 55,5 миллионов долларов, хотя, по данным Box Office Mojo, он заработал 104,3 миллиона долларов на международном уровне на общую сумму 159,8 миллионов долларов. Он превзошёл оригинальный показ «Чужого» и имел 28-й по величине внутренний валовой доход в 1992 году. В октябре 1992 года Fox заявила, что это самая кассовая франшиза, с мировым валовым доходом в 175 миллионов долларов. К концу 1992 года Variety сообщил о мировом валовом доходе в размере 180 миллионов долларов.

### Критика
Сайт Rotten Tomatoes оценивает фильм в 44 % из 126 рецензий со средним рейтингом 5,6/10. По мнению критиков сайта, «В „Чужом 3“ есть достойные восхищения шаги, связанные с мифологией франшизы, но слишком немногие из них окупаются в тонко проработанном сценарии сиквела, стильных визуальных эффектов которого недостаточно, чтобы оживить отсутствие настоящих острых ощущений». Metacritic поставил средневзвешенный балл 59 из 100 на основе 20 критиков, что означает «смешанные или средние отзывы». Аудитория, опрошенная CinemaScore, дала фильму среднюю оценку «C» по шкале от A+ до F..
Джин Сискел и Роджер Эберт дали фильму два больших пальца вниз своему шоу «В кино», чувствуя, что он повторяется. Они критиковали затянутые сцены погони ближе к концу, а также отсутствие напряженного действия, хотя они хвалили художественную режиссуру и игру Уивер, а Эберт назвал его «вероятно, самым хорошо выглядящим плохим фильмом, который я видел за последнее время». В своей рецензии на фильм «Чужой: Воскрешение» Эберт позже написал: «Я потерял интерес [к „Чужому 3“], когда понял, что чужие всегда могут обогнать и выпрыгнуть на людей, поэтому все сцены погони были выдумками»
Ряд актёров и членов съёмочной группы, связанных с серией, включая актёра Майкла Бина, режиссёра Джеймса Кэмерона и романиста Алана Дина Фостера, выразили своё разочарование сюжетом фильма. Кэмерон рассматривал решение убить персонажей Бишопа, Ньют и Хикса как «пощёчину» для него и поклонников предыдущего фильма. В конце концов он обвинил 20th Century Fox в фильме, сказав, что Финчер получил «большой беспорядок на тарелке». Узнав о кончине Хикса, Бин потребовал и получил почти столько же денег за использование его подобия в одной сцене, сколько ему заплатили за его роль в «Чужих».
С тех пор Финчер отрёкся от фильма. Он сказал The Guardian в 2009 году: «Никто не ненавидел его больше, чем я; по сей день никто не ненавидит его больше, чем я». Он также обвинил продюсеров в том, что они не доверяют ему. В то время как Уивер стояла за окончательной версией фильма и выразила, что ей «нравилось работать с» Финчером, она резко критиковала отношение к нему со стороны 20th Century Fox, заявив: «Это был переходный момент, когда студии перестали думать о том, чтобы „давать делать отличные фильмы“ и начали утверждать: „не терять деньги“. У них была отличная идея назначить Дэвида Финчера на пост режиссёра для его первого фильма, но потом не поддерживать парня было очень идиотским». Чарльз Дэнс также стоял рядом с фильмом, считая его лучше, чем его предшественник, а также похвалил режиссуру Финчера: «Я помню, как шёл по этой огромной съёмочной площадке в Pinewood Studios, и Финчер подходит и делает свои съёмки на день. Вот этот парень, достаточно молодой, чтобы быть моим сыном, который знал все рабочие места съёмочной группы, все сцены, которые он хотел, и где он собирался сделать нарезки в фильме, и я подумал: «Бог мой, этот парень далеко зайдет».
Несколько критиков считали Assembly Cut превосходящим театральную версию. Журналист Ник Шагер назвал её «увлекательной, часто фантастическим» фильмом, её дополнительные сцены — «презрительной критикой религии». Критик Тим Брейтон отметил, что она «чувствует себя гораздо более быстрой и управляемой, несмотря на то, что на 30 минут дольше».

### Награды и номинации
| Премия                   | Категория                              | Получители                                                     | Результат | Примечания |
| ------------------------ | -------------------------------------- | -------------------------------------------------------------- | --------- | ---------- |
| Оскар                    | Лучшие визуальные эффекты              | Ричард Эдланд, Алек Гиллис, Том Вудрафф-младший и Джордж Гиббс | Номинация | [ 70 ]     |
| BAFTA                    | Лучшие визуальные эффекты              | Ричард Эдланд, Алек Гиллис, Том Вудрафф-младший и Джордж Гиббс | Номинация | [ 71 ]     |
| Fangoria Chainsaw Awards | Лучший студийный/высокобюджетный фильм | «Чужой 3»                                                      | Номинация |            |
| Fangoria Chainsaw Awards | Лучшая женская роль                    | Сигурни Уивер                                                  | Номинация |            |
| Fangoria Chainsaw Awards | Лучшая мужская роль второго плана      | Чарльз С. Даттон                                               | Номинация |            |
| Хьюго                    | Лучшая постановка                      | «Чужой 3»                                                      | Номинация | [ 72 ]     |
| Golden Reel Awards       | Лучший звуковой монтаж                 | «Чужой 3»                                                      | Победа    |            |
| MTV Movie Awards         | Лучшая экшн-сцена                      | Чужие бегут через туннель                                      | Победа    | [ 73 ]     |
| Сатурн                   | Лучший научно-фантастический фильм     | «Чужой 3»                                                      | Номинация | [ 74 ]     |
| Сатурн                   | Лучшая женская роль                    | Сигурни Уивер                                                  | Номинация | [ 74 ]     |
| Сатурн                   | Лучшая мужская роль второго плана      | Чарльз С. Даттон                                               | Номинация | [ 74 ]     |
| Сатурн                   | Лучшая режиссура                       | Дэвид Финчер                                                   | Номинация | [ 74 ]     |
| Сатурн                   | Лучший сценарий                        | Дэвид Гайлер, Уолтер Хилл и Ларри Фергюсон                     | Номинация | [ 74 ]     |
| Сатурн                   | Лучший дизайн костюмов                 | Роб Рингвуд и Дэвид Перри                                      | Номинация | [ 74 ]     |
| Сатурн                   | Лучшие спецэффекты                     | Ричард Эдлунд, Алек Гиллис, Том Вудрафф-младший и Джордж Гиббс | Номинация | [ 74 ]     |

Визуальные эффекты фильма были номинированы на премию «Оскар», проиграв фильму «Смерть ей к лицу», и на премию BAFTA за лучшие визуальные эффекты. Фильм также был номинирован на семь премий Сатурн, «Хьюго» и получил премию MTV Movie Award за лучшую экшен-сцену.

## Другие медиа

### Новеллизация
Новеллизация к фильму была написана Аланом Дином Фостером, автором новеллизаций «Чужого» и «Чужих». Она включает в себя множество сцен, которые были вырезаны из окончатльной версии фильма, некоторые из которых позже вновь появились в «Assemble Cut». Фостер хотел, чтобы его новеллизация отличалась от сценария фильма, что ему не понравилось, но Уолтер Хилл заявил, что не должен менять сюжетную линию. Позже Фостер прокомментировал: «Так что мои тщательно сконструированные мотивы для всех главных заключённых, мое сохранение жизни Ньют (её убийство в фильме — непристойность) и многое другое. Я был озлоблен этим опытом. Вот почему я отказался от „Чужого: Воскрешение“».

### Комиксы
Dark Horse Comics выпустила мини-серию из трех выпусков., созданную писателем Стивеном Грантом и художником Кристофером Тейлором. Комикс был верен фильму, с несколькими отклонениями. Одно из таких отклонений заключается в том, что Рипли и осуждённым удаётся захватить ксеноморфа в мусорном баке, но безумный заключённый по имени Голик освободил. Позже, когда они считают, что уничтожили чужого, Рипли умоляет Диллона убить её, но он не может заставить себя сделать это. Внезапно появляется ксеноморф и бросает Диллона в плавильную печь.

### Видеоигры
Одноимённая игра была разработана Probe Entertainment и выпущен для нескольких форматов компаниями Acclaim, LJN и Virgin Games, включая Amiga, Commodore 64, Nintendo Entertainment System, Super NES, Mega Drive/Genesis и Master System. Вместо того, чтобы быть верной адаптацией фильма, это игра в жанрах экшн и платформер, в которой игрок управлял Рипли, используя оружие из фильма «Чужие» в зелёно-темной окружающей среде. Версия Game Boy, разработанная Bits Studios, отличалась от консольной игры, будучи приключенческой игрой. Sega также разработала аркадный шутер, частично основанный на событиях фильма, Alien 3: The Gun, который был выпущен в 1993 году.

### Телевидение
Мультсериал под названием Operation: Aliens был задуман Kenner Toys и Fox, чтобы совпасть с выходом «Чужого 3», но в конечном итоге был отменён. Анимация сериала должна была быть проведена корейской анимационной студией AKOM, но сериал был отменён из-за опасений, что он будет противоречить Законе о детском телевидении, и из-за того, что Fox, намереваясь снимать дальнейшие фильмы «Чужой», была обеспокоена тем, что мультсериал для детей ослабит привлекательность франшизы для старших демографических групп.

### William Gibson’sAlien 3
В 2018-19 годах Dark Horse выпустило William Gibson’s Alien 3, пятисерийный комикс неснятой версии сценария Гибсона, проиллюстрированная и адаптированная Джонни Кристмасом, раскрашенная Тамрой Бонвиллейн.
В рамках 40-летия «Чужого» 30 мая 2019 года Audible выпустила аудиодраму по сценарию Гибсона, адаптированную Дирком Мэггсом, в Майкл Бин и Лэнс Хенриксен, повторяющей свои роли. В постановке была музыка Джеймса Ханнигана.
В 2021 году Пэт Кэдиган опубликовал роман Alien³: The Unproduced First-Draft Screenplay by William Gibson (Titan Books). Этот роман основан на первом черновике Гибсона, а не на втором черновике, используемого для комиксов и аудиодрам Роман получил премию Scribe Award за лучший адаптированный роман.

## Продолжение
Продолжение, «Чужой: Воскресение», вышло в 1997 году.